# Lędziny
Lędziny ( [lɛw̃ˈd͡ʑinɨ]IPA, slezsky Lyńdziny [lɨɲˈd͡ʑinɨ], německy Lendzin) jsou město v jižním Polsku ve Slezském vojvodství v okrese Beruň-Lędziny. Leží na historickém území Horního Slezska v jižní části katovické konurbace mezi městy Tychy a Myslovice. V červnu 2019 zde žilo 16 779 osob. Lędziny se nachází v oblasti s vysokým podílem slezské národnosti – při posledním sčítání lidu se takto označilo 36,9 % obyvatel beruňsko-lędzinského okresu.

## Historie
První známky osídlení na dnešním území města se datují již do dob předkřesťanských, kdy byl pahorek Klimont (305 m) využíván jako slovanské kultovní místo. Po jeho zničení se tam vystřídalo několik dřevěných kostelů zasvěcených svatému Klementovi, než byl v letech 1769–1772 postaven stávající barokní zděný kostel, jenž představuje nejvýznamnější místní památku znázorněnou i v městském znaku.
Ves Lędziny vznikla během středověké velké kolonizace a jakožto součást Pštinského panství patřila původně Koruně království českého a Habsburské monarchii. Po první slezské válce v roce 1742 připadla Prusku. Roku 1770 tři stovky kalvínských exulantů z tehdy polských Koz založily osadu Anhalt – dnešní Hołdunów. Při rozdělení Horního Slezska v roce 1922 byla východní část regionu s Lędzinami a Hołdunówem připojena k Polsku. V roce 1955 získaly obě obce status sídla městského typu a k 15. září 1961 byly sloučeny do jednoho města s názvem Lędziny. V období 1975 až 1991 ztratily Lędziny samostatnost a byly městskou částí Tych.

## Hospodářství
Nejvýznamnějším průmyslovým podnikem ve městě je černouhelný důl Ziemowit patřící společnosti Kompania Węglowa. 

## Doprava
Lędziny jsou napojeny na rychlostní silnici S1, jež slouží jako východní obchvat katovické aglomerace a zároveň je součástí hlavního tahu sever–jih (Varšava/Gdaňsk – Těšín). Městská autobusová doprava je integrována v rámci integrovaného systému katovické aglomerace (Zarząd Transportu Metropolitalnego, ZTM). Městem prochází rovněž železniční trať Tychy – Myslovice, která však v současnosti[kdy?] slouží pouze nákladní dopravě.

## Partnerská města
- Uničov, Česká republika
- Revúca, Slovensko
- Roccagorga, Itálie